# Olivier Dutheillet de Lamothe
Olivier Dutheillet de Lamothe (* 10. November 1949 in Neuilly-sur-Seine) ist ein französischer Jurist, Hochschullehrer und Verwaltungsbeamter, der unter anderem zwischen 2001 und 2010 Mitglied des Verfassungsgerichts (Court constitutionnel) war.

## Leben

### Studium, Tätigkeit imConseil d’Étatund Ministerialbeamter
Dutheillet de Lamothe absolvierte nach dem Schulbesuch zunächst einen Studiengang für den öffentlichen Dienst am renommierten Institut für politische Studien SciencesPo (Institut d’études politiques de Paris), das er 1970 mit einem Diplom abschloss. Ein Studium der Rechtswissenschaften beendete er 1971 mit einem Lizenziat und studierte später zwischen 1973 und 1975 an der École nationale d’administration (ENA), die traditionell die Elite der französischen Verwaltungsbeamten ausbildet und die er als Bester des Jahrgangs Promotion Léon Blum abschloss.
Nach Abschluss des Studiums wurde er 1975 Mitarbeiter des Staatsrates (Conseil d’État), der nicht nur oberstes Verwaltungsgericht, sondern auch Beratungsgremium der Regierung für Rechtsfragen ist, und war dort zwischen 1975 und 1977 Berichterstatter in der Sektion für Rechtsstreitigkeiten sowie anschließend bis 1979 Verantwortlicher für das Dokumentations- und Koordinierungszentrum. 1979 wurde ihm der Titel eines Maître des requêtes verliehen.
Nachdem Dutheillet de Lamothe zwischen 1979 und 1981 Technischer Berater im Stab des Ministers für Gesundheit und soziale Sicherheit Jacques Barrot war, fungierte er von 1981 bis 1986 als Regierungskommissar in den einzelnen Sektionen für Rechtsstreitigkeiten des Staatsrates und war zeitgleich auch Mitglied der Sektion für Soziales beim Staatsrat. Daneben war er zwischen 1985 und 1986 Rechtsberater der Generaldirektion für Zivilluftfahrt.
Im Anschluss war er von 1986 bis 1987 zuerst Berater im Stab des Ministers für Soziales und Beschäftigung Philippe Séguin sowie anschließend acht Jahre lang von 1987 bis 1995 Leiter der Abteilung für Arbeitsbeziehungen im Ministerium für Arbeit, Beschäftigung und berufliche Bildung und wurde in dieser Zeit 1992 auch selbst Mitglied des Conseil d’État.

### Stellvertretender Generalsekretär des Élysée-Palastes und Mitglied desCourt constitutionnel
1995 wechselte Dutheillet de Lamothe in den Élysée-Palast und war dort zunächst bis 1997 Berater von Staatspräsident Jacques Chirac in sozialen Fragen sowie danach zwischen 1997 und 2000 Vize-Generalsekretär im Präsidialamt und damit Stellvertreter des Generalsekretärs des Élysée-Palastes Dominique de Villepin.
Nach seinem Ausscheiden aus dem Élysée-Palast war er zwischen 2000 und 2001 Berichterstatter in der Sektion für Rechtsstreitigkeiten des Staatsrates und in der Sektion für Berichterstattung und Studien Verantwortlicher einer Gruppe zur Erforschung des Einflusses des römisch-germanischen Rechts und des angelsächsischen Rechts auf das Völkerrecht. Darüber hinaus nahm er 2001 den Ruf auf eine Professur am Institut d’études politiques de Paris an.
Am 26. Februar 2001 wurde Dutheillet de Lamothe von Staatspräsident Jacques Chirac für eine neunjährige Amtszeit zum Mitglied des Verfassungsgerichts, des Court constitutionnel, nominiert. Die Funktion übte er vom 12. März 2001 bis zum 12. März 2010 aus.
Zugleich wurde er 2002 Mitglied der sogenannten Venedig-Kommission (Europäische Kommission für Demokratie durch Recht), eine Einrichtung des Europarates zur Beratung von Staaten in verfassungsrechtlichen Fragen. Außerdem wurde er 2004 Präsident des aus der Gruppe International Visitors hervorgegangenen Cercle Jefferson.
2010 kehrte er als Mitglied zum Conseil d’État und ist dort seit 2011 Vorsitzender der Sektion für Soziales.
Für seine langjährigen Verdienste wurde er mit dem Ritterkreuz sowohl des Ordre national du Mérite als auch der Ehrenlegion ausgezeichnet.

## Veröffentlichungen
- L’influence internationale du droit français, 2001
- Au carrefour de l’économique et du social : la politique de l’emploi, 2002
- Politique de l’emploi et dynamique des entreprises. Pour une nouvelle approche des politiques de l’emploi, 2005